# نبرد کراتچ
نبرد کراتچ یکی از حساس‌ترین نبردهای جنگ هوسی بود. در این جنگ هوسی‌ها به فرماندهی جان کپتیک سیسن در روستای کریتش به مقابله با فرمانده ویلیام شویوو ون ریزنبرگ پرداختند؛ آن‌ها موفق شدن با تلاش شبانه‌روزی تونل‌هایی در حوالی کرتش حفر و سنگرهای مقاومی بسازند، البته اصلی‌ترین دلیلی که سپاه هزارنفره هوسی بر ده‌هزار شوالیه ریزنبرگ فائق آمد؛ اشتباه بزرگ ریزنبرگ بود به گفته مورخی به نام پدر تام: شوالیه‌های ریزنبرگ برای کسب افتخار عجله داشتند، قرار بود اول پیاده‌نظام و بعد شوالیه‌ها حمله کنند اما به علت عجله‌ی شوالیه‌ها پیاده‌نظام زیر پای شوالیه‌ها له شدند، اسب‌ها افتادند و هوسی‌ها به راحتی هرچه تمام افراد ریزنبرگ را قتل‌عام کردند. ریزنبرگ همراه با باقی مانده افرادش عقب‌نشینی کرد. نبرد کراتچ تنها شکست ریزنبرگ بود اما او دو هفته بعد برگشت و اینبار یک حماقت وحشتناک باعث شد ریزنبرگ شکست بخورد به گفته پدر تام شوالیه‌های ریزنبرگ پای پیاده حمله کردند. ریزنبرگ این بار نیز یک شکست فجیع خورد؛ او تا پایان سال ۱۴۳۵ میلادی دیگر به کراتچ حمله نبرد که نتیجه آن نبرد سلنتیس شد. 